# ピエシュチャニ (小惑星)
ピエシュチャニ (4573 Piešťany) は、小惑星帯の小惑星。スロヴァキア人の天文学者ミラン・アンタルがポーランドのPiwniceで発見した。
スロバキア南部トルナヴァ県の町、ピエシュチャニに因んで名付けられた。